# Три лика ужаса (фильм)
Три лика ужаса — итальянский фильм ужасов 2004 года режиссёра Серджио Стивалетти. Фильм является свободным продолжением фильма Марио Бавы «Три лика страха», сцены из которого также можно видеть в работающем телевизоре одной из сцен данного фильма.
Фильм состоит из трёх частей-новелл, которые имеют общее обрамление. В ролях-камео в течение фильма можно видеть композитора Клаудио Симонетти (отдыхает у бассейна) и режиссёра Ламберто Бава (снимает фильм под названием «Демоны 7»). Премьера фильма состоялась 20 августа 2004 года.

## Сюжет
В сидячем купе поезда едут трое пассажиров: Сандра, Марко и Карло. Неожиданно появляется четвёртый, представляющий себя иллюзионистом и демонстрирующий попутчикам свой магический шар, который позволяет человеку понять корни своего разума.
- Благодатная Луна. Марко и Фабио — искатели древностей. Однажды они находят гробницу римских легионеров со странными росписями на стенах. А Марко в тайне от своего коллеги снимает с пальца одного скелета странное кольцо с волчьей головой. И вот в полнолуние он превращается в оборотня и начинает нападать на людей…
- Идеальная внешность (доктор Лифтинг). Ламберто Бава снимает свой очередной фильм. У актрисы Барбары начинает портиться зрение, тогда её подруга Сандра ведёт её к доктору Фишеру. Девушке предлагают подумать перед операцией, тогда она, подождав несколько часов, идёт блуждать по клинике. То, что Барбара там видит, отнюдь не вдохновляет её…
- Охранник долины. Карло со своими друзьями едет отдыхать на озеро. Неожиданно к ним подходит человек, который сообщает, что здесь иногда пропадают люди. Ночью Карло решает уехать, а его подруга и приятель решают заняться сексом. Тогда на них нападает вылезшее из воды чудовище…

Все пассажиры возмущены увиденным, тогда профессор даёт им увидеть продолжение этих историй.

## В ролях
- Джон Филлип Ло — профессор Питер Прайс
- Риккардо Сервенти Лонги — Марко
- Элизабетта Роккетти — Барбара
- Эмилиано Редженте — Карло
- Амре Ивен — Сандра
- Андреа Бручи — Фабио
- Роберта Теренья — Анна
- Симоне Таддеи — Алекс
- Шанти Фиренце — девушка в бассейне
- Клаудио Симонетти — мужчина в бассейне
- Ламберто Бава — играет самого себя
- Микеланджело Стивалетти — рисующий ребёнок